# Igreja do Carmo (Viseu)
A Igreja do Carmo, Igreja de Nossa Senhora do Carmoou Igreja da Venerável Ordem Terceira de Nossa Senhora do Monte do Carmo é templo da cidade de Viseu, na atual freguesia de Viseu, situando-se junto ao Jardim de Santa Cristina, no Largo D. António Alves Martins, datando de finais do século XVIII.

## História e arquitetura
A actual igreja  data de finais do século XVIII e as obras do conjunto do edifício arrastaram-se por muitos anos, resultando, no entanto, uma obra de grande impacto.
A Igreja de Nossa Senhora do Monte do Carmo, no Largo de Santa Cristina, teve a sua origem num desentendimento entre frades e irmãos da Ordem Terceira de São Francisco. Os irmãos franciscanos descontentes abandonaram os frades Capuchinhos e com o apoio dos Carmelitas Descalços decidiram criar a Ordem Terceira do Carmo. Procederam à eleição da Mesa da Ordem e no dia 29 de Abril de 1734 iniciaram um peditório, na cidade e nos arredores, para a construção da sua igreja. O local escolhido foi um olival perto da desaparecida Capela de Santo Amaro. Em 28 de Janeiro de 1735 os alicerces ficaram concluídos e de imediato o Deão da Sé, Martinho Lucas de Melo, benzeu a primeira pedra. A igreja foi inaugurada a 30 de Junho de 1738. O edifício sofreu algumas alterações e um novo anexo foi acrescentado recentemente. No século XIX foram acrescentadas a sacristia e a sala das sessões. 
O interior possui retábulos cobertos a folha de ouro, desde a nave à capela-mor de planta oitavada coberta com cúpula semiesférica em tijolo. No interior predomina a talha dourada joanina (de finais da primeira metade do século XVIII) que reveste a capela-mor, os retábulos do corpo principal, os púlpitos e as janelas.
Os tectos da capela-mor e do arco do cruzeiro foram decorados pelo artista italiano Pascoal José Parente, em perspectiva e mostrando no centro a Virgem com o Menino ao colo a ser coroada por anjos. A capela-mor e o corpo da igreja são revestidos por um friso de azulejos rococó. O tecto do coro alto foi pintado, em 1862, pelo pintor viseense António José Pereira.